# 大谷祥子
大谷 祥子(おおたに しょうこ)は、箏曲演奏家、本願寺裏方、僧侶、一般財団法人本願寺文化興隆財団理事、ジャポニスム振興会副会長、東京藝術大学卒、第40回（令和3年度）京都府文化賞功労賞受賞者。

## 略歴
箏を宮城会大師範である祖母岩井敏子から手ほどきを受け、その後仙場澄子、小橋幹子、砂崎知子に箏、三絃を、吉村七重に20絃を師事。東京藝術大学音楽学部邦楽科を卒業後、京都大学文学部佛教学聴講生を経て、声明・教義を大谷暢順本願寺法主に師事、平成22年に剃髪し本願寺裏方として初の僧侶、霊楽院観祥尼となる。仏教、音楽研究、日本とフランスの音楽による交流事業に携わる。
　本願寺裏方、一般財団法人本願寺文化興隆財団理事、吉崎御坊蓮如上人記念館館長。
　ジャポニスム振興会副会長として、日本の心と文化を伝える活動を国内外で実施。フランスでは、ユネスコ本部、フランス銀行黄金の間、パリ地方音楽院、ギメ東洋美術館で公演を開催。京都市が主催する京都若手芸術家である池坊由紀、笹岡隆甫や武者小路千家等とともに、京都市「DO YOU KYOTO?」大使としても活動中。第40回（令和3年度）京都府文化賞功労賞を受賞。令和4年に古典の日推進委員会アドバイザーに就任し、古典の日に関する法律制定10周年を記念して『古典の日燦讃』テーマ曲を依頼され作曲。日仏協会会員。全国じょんから三味線競技会石川大会名誉会長、福井県伝統芸能新世代コンクール名誉会長、伝統文化を未来へつなぐ会主宰。
- 1999年 - 第１回大谷祥子リサイタル（鴻巣市民会館大ホール）
- 2000年 - 第２回大谷祥子リサイタル（秩父ミューズホール）
- 2002年 - 平成１３年度文化庁インターンシップ研修終了第3回リサイタル
- 2004年
  - 第3回大谷祥子リサイタル（サントリーホール）
  - 東京藝術大学卒業生によるネオクラシックユニット「レチスマック」結成（koto,大谷祥子vl,佐藤まどか,per小松玲子,pf作曲大曾根浩範）クレマチスの丘、静岡市民文化会館、埼玉会館、南青山MANDARA、京都コンサートホール、奈良テレビ主催JAM音楽祭ほかでコンサート開催
  - 愛知万博日本政府館オープニングイベントに本條秀太郎グループメンバーとして参加
- 2010年
  - 若手伝統芸能家ネットワーク京都市「DO YOU KYOTO?」大使として活動
  - 蓮如の里文化公演　黒川真理作曲「蓮如」委嘱初演　野村万作主演「金津地蔵狂言」出演
- 2011年
  - 箏曲の新しい展開vol.1を主催（関西日仏学館）ゲスト：吉村七重師
  - 名取裕子主演「吉崎御坊の誕生日」朗読劇出演（福井県あわら市）
  - 関西日仏会館・京都市主催「パリ白夜祭　IN　KYOTO」出演
- 2012年
  - ボルドー音楽祭出演　ロランドガレイユ（VL）ジャン　フェランディス（FL）他
- 2013年 　
  - 第４回大谷祥子リサイタル（京都府民ホールアルティ）
- 2017年 - 野田秀樹演出「東京キャラバン in KYOTO」
- 2019年 - 第5回大谷祥子リサイタル（京都府民ホールアルティ）

## TV・CM
- CM音楽「清酒大関」音楽録音
- 日本テレビ「天才たけしの元気が出るテレビ」出演
- NHK教育テレビ「邦楽芸能花舞台」出演
- Eテレ「にっぽんの芸能」出演

## 舞台・音楽
- 2011年
  - 名取裕子主演「吉崎御坊の誕生日」朗読劇出演（福井県あわら市）白須今、豊剛秋。
- 2012年
  - 富山舞台芸術祭出演 共演：藤原道山（尺八）　遠藤千晶（箏）　黒川真理（箏）藤舎呂凰（鼓）福原鶴之助（鼓）　藤舎推峰（笛）ほか
  - 六道輪廻舞台劇（野村萬斎主演、野村万作、若村麻由美、麻美レイ）に出演、2009年4月には野村萬斎主演演出、野村万作、麻実れい、若村麻由美出演の「六道輪廻」舞台音楽企画、京都、大阪、東京公演に出演。同時に六道輪廻ＣＤ発売。
- 2014年
  - 名取裕子主演　瀬戸内寂聴原作「源氏物語」朗読劇出演（中井智哉、白須今、尾上京ほか）
- 2017年
  - 「ジャポニスムin新潟－新潟のこころを世界へ」にて新内節浄瑠璃に出演、小林幸子、山折哲雄、鶴賀若狭掾、花柳貴比、他

## ラジオ
- TBSラジオ「大沢悠里のゆうゆうワイド」出演
- ラジオ日本放送「宇崎竜童のジャポニスムマイスター」出演
- NHKラジオ「邦楽のひととき」出演

## 受賞歴
- 1996年 - 宮城会箏曲コンクール児童の部第一位受賞（手事）
- 1998年 - 第五回賢順記念全国箏曲コンクール最優秀第一位受賞
- 2013年 - 文化庁芸術祭新人賞受賞[2]
  - 文化庁芸術祭新人賞受賞理由
宮城道雄作品と現代作品をバランスよく並べ、優れたテクニックと高い芸術性で観客を魅了した。特に「手事」「水の変態」では表現力の豊かさで本領を発揮。廣瀬量平、岸野末利加の２作品では箏の現代的可能性を多彩に表現した。全演奏を通して、良質な音色と内面の奥深さで大きな成果を上げ、更なる躍進が期待される。[3]
- 2021年 - 第４0回京都府文化賞功労賞受賞

## ディスコグラフィ
- CD「My lucent days」リリース
- 「Trip to heaven」リリース（レチスマック）
- 「六道輪廻」サントラCDリリース
- 西村朗作品集CD録音に参加
- 吉村七重監修「邦楽展」CDレコーディング参加